# 张敷
張敷（?—?），字景胤，吳郡人，東晉至南朝宋政治人物。吳興太守張邵之子，張暢的堂兄。
東晉時張敷曾任劉裕的世子中軍參軍。永初年間，任祕書郎、西中郎參軍。元嘉初年，任員外散騎侍郎、祕書丞。江夏王劉義恭鎮守江陵時，任命其為撫軍功曹，轉記室參軍。後任正員郎、黃門侍郎、始興王劉濬後軍長史、司徒左長史。後來張敷父親在吳興去世，張敷因悲傷過度去世，時年四十一歲。劉駿即位後，下詔追贈張敷侍中，將其居住的里改為孝張里。无子，过继弟弟张柬的儿子张冲为嗣子。

## 延伸阅读
[在维基数据编辑]
 《宋書·卷62》，出自沈约《宋书》